# Dialekty macedońskie
Dialekty macedońskie, dialekty języka macedońskiego – nazwa odmian języka macedońskiego używanych w Republice Macedonii w Albanii wzdłuż granicy z Macedonią, w Macedonii Egejskiej (Grecja) i w południowo-zachodniej Bułgarii (Macedonia Piryńska). Wydziela się do 27 dialektów, które można połączyć w sześć zespołów dialektalnych: dialekty północne, wschodnie, południowe, południowo-zachodnie, zachodnie i środkowe. Dialekty języka macedońskiego są używane przez ponad 3 miliony osób.

## Zasięg geograficzny
Dialekty języka macedońskiego charakteryzują można podzielić według położenia. Terytorium języka macedońskiego obejmuje centralną część Półwyspu Bałkańskiego, czyli zbieg rzek Wardar i Struma oraz dolny bieg rzeki Mesty.

### Zachód
Na zachodzie terytorium języka macedońskiego graniczy z obszarem języka albańskiego. Większość tej granicy językowej pokrywa się z granicą państwową między Republiką Macedonii a Albanią, a geograficznie jest reprezentowana przez pasmo górskie Korab – Deszat – Jabłanica, skąd schodzi do południowo-zachodniej części Jeziora Ochrydzkiego. Wzdłuż tej granicy, po stronie albańskiej, znajduje się około trzydziestu osad z populacją macedońską, w dolinie rzeki Drin, na zachód od Debaru, w obszarze znanym jako Goło Brdo oraz trzy wsie na brzegu Jeziora Ochrydzkiego wokół miasta Pogradec (mac. Подградец Podgradec). Od południowego brzegu jeziora granica językowa skręca na południowy wschód i przez górę Galiczica wychodzi na południowo-zachodni brzeg jeziora Prespa, a stamtąd dalej na południe i przez górę Mokra Gora do Gramuszty (Gramos), na południowy zachód od Kastorii (mac. Костура Kostura). W tej części granicy, po stronie albańskiej, pozostało kilkanaście wsi na zachodnim brzegu jeziora Prespa i trzy wsie na wschód od Korczy (mac. Горица Gorica) w Albanii.

### Południe
Na południu język macedoński graniczy z obszarem greckojęzycznym, na całym obszarze od góry Gramuszta do rzeki Mesta w Tracji. Według Bożidara Widoeskiego i kilku innych językoznawców granica językowa biegnie znacznie głębiej na południe niż dzisiejsza granica państwowa między Republiką Macedonii a Grecją (tj. Macedonią Egejską). Gwary macedońskie można usłyszeć aż do linii Gramuszta - Ber - Saloniki. Z Salonik linia biegnie dalej na wschód i przez obszar gminy Bogdanci (gdzie znajdują się bardzo znane w dialektologii wioski Suho i Visoka) uchodzi do rzeki Mesta, nieco na północny wschód od miasta Drama.
Na obszarze granicy językowej macedońsko-greckiej mieszka mieszana ludność macedońska i grecka. W północno-zachodniej części dzisiejszej Grecji, oprócz ludności macedońskiej, żyją również populacje greckie, albańskie i arumuńskiej. Duży odsetek ludności tutaj jest trójjęzyczny.

### Wschód
Na wschodzie język macedoński graniczy z językiem bułgarskim. Według językoznawców macedońskich granicę tę reprezentuje pasmo górskie Dospat - Riła. Z Riły granica skręca na północny zachód, nieco dalej na północ niż Błagojewgrad (mac. Горна Џумаја Gorna Dżumaja) i kończy się na granicy państwowej między Republiką Macedonii a Bułgarią. Oficjalne stanowisko Bułgarii jest takie, że język macedoński nie jest używany na jej terytorium i w istocie sam macedoński jest dialektem języka bułgarskiego.
Ludność południowo-zachodniej Bułgarii, oprócz oficjalnego języka bułgarskiego, posługuje się również swoim rodzimym dialektem macedońskim. We wschodniej części tzw. Bułgarskiej Macedonii i części Macedonii Egejskiej aż do Salonik dawna samogłoska ѣ (jać) wymawia się jak we wschodniej Bułgarii - djado (dziadek), njama (nie ma), mljako (mleko) zamiast dedo, nema, mleko, jak w większości gwar macedońskich i zachodniobułgarskich.

### Północ
Na północy granica języka macedońskiego pokrywa się z granicą państwową między Republiką Macedonii a Serbią.

## Cechy językowe
Do typowych cech macedońskiego języka literackiego oraz większości gwar macedońskich, które zarazem przeciwstawiają je pobliskim gwarom bułgarskim i torlackim, należą:
- rozwój jerów *ъ i *ь w pozycji mocnej odpowiednio w o i e w większości gwar macedońskich, np. son, den < psł. *sъnъ, *dьnь, a jerów wtórnych na ogół w a lub i, np. ogan, ogin < psł. *ognjь oraz w u w pozycji przed spółgłoską nosową m, np. sum, sedum, osum < psł. *esmь, *sedmь, *osmь[4],
- kontynuantem prasłowiańskiej samogłoski nosowej *ǫ jest a lub ă, np. raka, răka < psł. *rǫka, wyjątkiem są pożyczki serbskie i cerkiewne, jak np. kuḱa, guska, mudar < psł. *kǫťa, *gǫsъka, *mǫdrъ[5],
- w większości gwar zanik spółgłoski χ, która zanika lub jest zastępowana przez v, f lub j, np. leb, grev, muva, strav < psł. *xlěbъ, *grěxъ, *muxa, *straxъ[5],
- charakterystyczne i żywotne czasy złożone typu ima četeno, imam vlezeno, je vlezen, je dojden, które są kalkami z arumuńskich formacji odpowiadających łacińskim formom typu factum habeo, venitus sum, casus sum[6].

### Różnice w samogłoskach

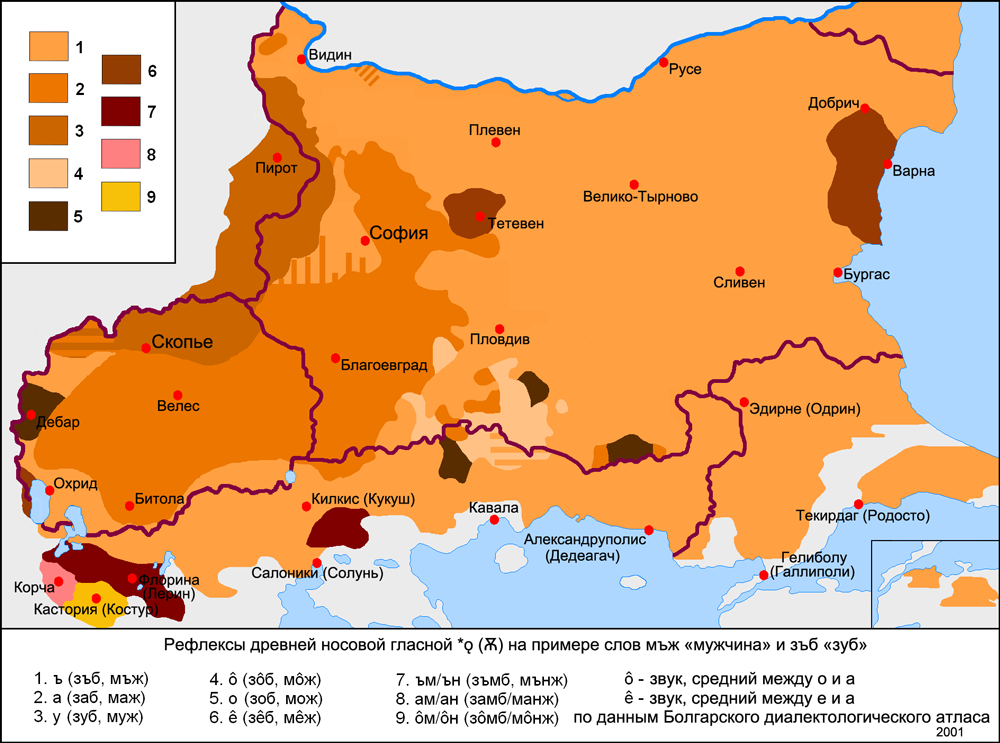
Kontynuanty prasłowiańskiej nosówki *ǫ w gwarach bułgarskich i macedońskich

Dialekty centralne wyróżniają pięć samogłosek, a, e, i, o, u (/i, ɛ, a, ɔ, u/). Prawie wszystkie inne dialekty mają także ə /ə/ (szwę). Oprócz tego w niektórych gwarach występują też fonemiczne /ɑ/, /æ/ i /y/ oraz sylabotwórcze /l/ i /r/.
Większość dialektów posiada samogłoskę /ɛ/ z pierwotnego *ě (ѣ, jać), ale w gwarach wschodnich *ě rozwinęło się do /a/ po spółgłosce /c/: wschodni cal, zachodni cel. Poza tym w najbardziej wysuniętych na wschód częściach Macedonii Egejskiej i Piryńskiej akcentowane ě brzmi jak /a/ lub /æ/. W Korczy akcentowane ě przechodzi w /iæ/.
Różnice między typowymi gwarami w oddawaniu prasłowiańskich jerów, sonantów *r̥ i *l̥ oraz nosówki *ǫ przedstawia poniższa tabela:
| *ъ                   | *ь  | *r̥  | *l̥   | *ǫ   |     |
| północne             | sən | dən | krv  | vuk  | put |
| wschodnie            | son | den | krv  | vək  | pat |
| centralne            | son | den | krv  | volk | pat |
| zachodnie            | son | den | korv | volk | pot |
| południowo-zachodnie | son | den | kərv | vəlk | pət |
| południowe           | sən | den | kərv | vəlk | pət |

### Różnice w spółgłoskach

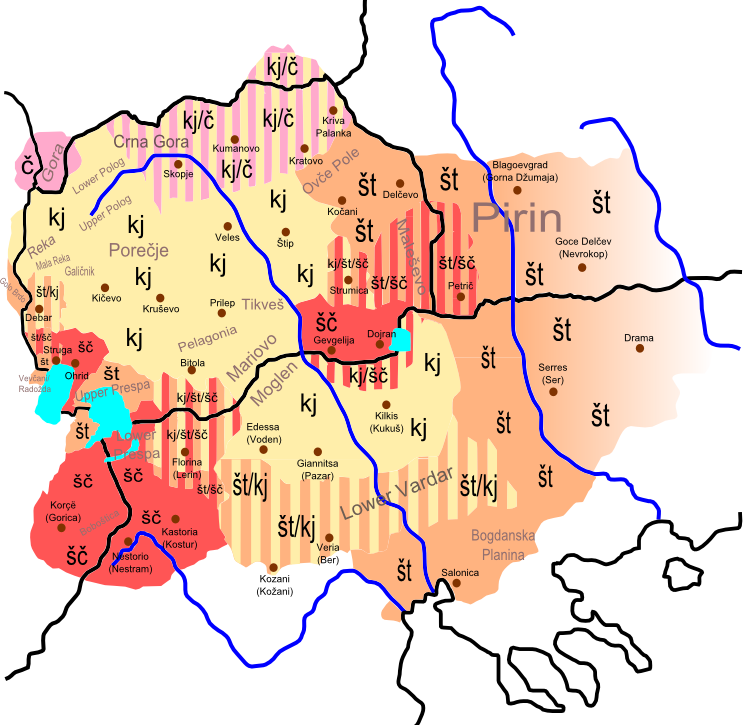
Mapa kontynuantów psł. *ť (ḱ)

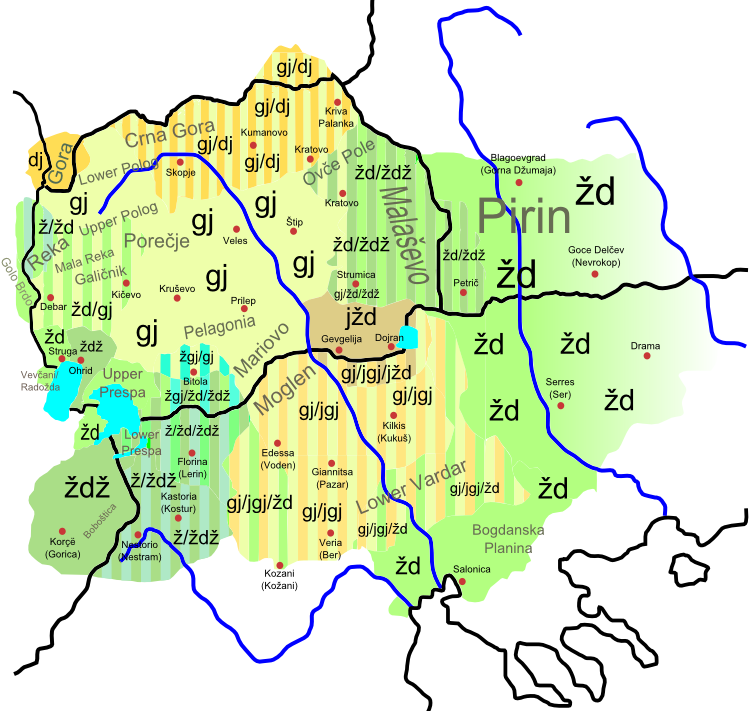
Mapa kontynuantów psł. *ď (ǵ)

Jeśli chodzi o cechy spółgłoskowe, dialekty zachodnie różnią się od wschodnich utratą fonemu χ (z wyjątkiem Tetowa, Gory i Korczy) oraz dźwięk v w pozycji między samogłoskami (z wyjątkiem Małej Reki i okolic Kastorii i Korczy): gla ‘głowa’, glaj ‘głowy’. Gwary wschodnie na ogół zachowują dźwięk χ oraz międzysamogłoskowe v. Charakteryzują się one również protetycznym v przed nagłosowym *ǫ-, podczas gdy gwary zachodnie mają epentetyczne j, np. wschodnie vaglen, ale zachodnie jaglen.
Ważnymi różnicami między dialektami macedońskimi są kontynuanty psł. *ť i ď, którymi w języku literackim oraz w gwarach północnych i centralnych są ḱ i ǵ, zaś na peryferiach macedońskiego obszaru dialektalnego dominują grupy št i žd lub šč i žǯ (ždž).
Inną charakterystyczną różnicą w fonetyce gwar macedońskich jest rozwój grupy *čr-, która w wielu gwarach przeszła w cr- (jak w gwarach sztokawskich i torlackich) lub poprzez wstawione e dała čer- (jak w wielu gwarach bułgarskich).

### Różnice w akcencie i jego wpływ na samogłoski
Jednym z kryteriów podziału dialektów macedońskich jest rozwój akcentu i związana z tym redukcja samogłosek nieakcentowanych. Gwary zachodnie mają stały akcent na trzecią sylabę w Republice Macedonii, a na drugą sylabę w Macedonii Egejskiej i Albanii. Dialekty wschodnie, wraz z sąsiednimi dialektami bułgarskimi, mają różnorodne systemy akcentuacyjne, przeważa akcent ruchomy.
W Dolnym Wardarze i w regionie Seres - Goce Dełczew nieakcentowane a, e, o ( /a, ɛ, ɔ/ ) przechodzą w ə, i, u [ə, i, u].
Ważnym archaizmem, pojawiającym się w peryferyjnych gwarach macedońskich, są relikty samogłosek nosowych.

### Różnice w morfologii
Do różnic w morfologii między gwarami macedońskimi należą przede wszystkim:
- postać rodzajnika[9], który w języku literackim jest trzypostaciowy (-ов, -от, -он), zaś w niektórych gwarach jednopostaciowy,
- postać partykuły futuralnej[9]
- ewentualne archaizmy deklinacyjne[9], jak np. relikty biernika i celownika.